# Пехорка (село)
Пехорка (на руски: Пехорка) е село в Люберецки район, Московска област, Русия. Населението му през 2017 година е 313 души.

## География

### Разположение
Селото е разположено в източната част на Люберецки район. Намира се на 5 километра от Люберци. Надморската му височина е 118 метра.

### Климат
Климатът в Пехорка е умереноконтинентален (Dfb по Кьопен) с горещо и сравнително влажно лято и дълга студена зима.